# Eudarcia verkerki
Eudarcia verkerki is een vlinder uit de familie van de Meessiidae. Deze soort is voor het eerst wetenschappelijk beschreven door Reinhard Gaedike en Hans Henderickx in een publicatie uit 1999.
De soort komt voor in Kreta.